# Edificio Feygon (Burgos)
El Edificio Feygon es un edificio situado en la ciudad española de Burgos. Se sitúa en la esquina norte de la Plaza de España, colindante con la Avenida del Cid.
Surgió gracias al segundo ensanche burgalés, en la zona denominada Los Vadillos. Fue construido entre 1958 y 1960, y desde entonces es el edificio de uso civil más alto de la ciudad. Desde su inicio, ha tenido un carácter puramente residencial, aunque cuenta con bajos comerciales.